# Csúd-tavi csata
A Csúd-tavi csata vagy jégcsata (oroszul: Ледовое побоище, észtül: Jäälahing, németül: Schlacht auf dem Peipussee) 1242. április 5-én a német lovagrendnek, a kardlovagoknak és a dánoknak a rusz seregei ellen vívott csatája a befagyott Csúd-tavon. A német lovagok első nagy és súlyos veszteséggel járó veresége, amelyet csak a grünwaldi csata múlt fölül.

## Előzmények
A 13. század végétől a nyugati keresztesek, a dánok és németek vették célba a Baltikumot, melynek balti és finnugor lakói még pogányságban és törzsi körülmények közt éltek. Ezt megelőzően nyugatról jött hittérítők próbálták meg békésen megtéríteni a pogányokat. Az ortodox orosz fejedelmek elhanyagolták a livóniai népek megtérítését, inkább kiszipolyozásukra törekedtek. Most azonban az orosz területek is veszélyben voltak, mert a német lovagrendek, a svédek és a dánok próbálták meg kiterjeszteni uralmukat rá.

### Svéd támadás Novgorod ellen
Először a svédek próbálkoztak meg a gazdag kereskedő város, Novgorod meghódításával. Hajókon mintegy ötezer fős sereget küldtek Novgorod ellen. Parancsnokuk a XI. Erik király nevében uralkodó Birger Jarl (eredeti nevén Birger Magnusson) volt. Novgorodnak a mai Finnország déli részén is voltak birtokai, melyeket a svédekkel szemben nem egyszer kellett, hogy megvédjen. A svédek titokban a tatárokkal kötöttek szövetséget, ők nyugatról szorongatták az oroszokat. Alekszandr Jaroszlavics (Sándor fejedelem) serege, amely alig valamivel volt nagyobb az ellenségnél július 15-én tört a Névánál lehorgonyzott svédekre és megsemmisítő vereséget mért rájuk.

### A Német lovagrend támadása
A svéd támadással egyidejűleg Livónia felől a teuton lovagok is betörtek az országba az észtországi dánokkal. Az orosz seregek északon való lekötöttségét kihasználva bevették Izborszk és Pszkov városát. Az elfoglalt területeken bevezették az inkvizíciót a katolikus vallás terjesztésére (tekintve, hogy a keresztesek szemében az ortodoxok, akik szakítottak Rómával, hitehagyottak).
A fővárosban időközben a Sándor nagyfejedelemel szemben álló németbarát frakciók kerekedtek felül, ezért a fiatal nagyfejedelem elhagyta a várost. Ám amikor az oroszok 1240–41 folyamán újabb vereséget szenvedtek a dánoktól és németektől, és a mongolok közvetlenül fenyegették a várost, a novgorodiak visszahívták Sándort (1242).
A nagyfejedelem ezt követően csakhamar visszafoglalta Pszkovot, a város környékét kifosztotta és felégette (igaz, mindezt utánpótlási gondjai magyarázhatják). Ekkor minden erejével megindult a lovagrendi–dán–észt fősereg ellen, mely újabb támadásra szánta el magát, ezúttal azzal a feltett szándékkal, hogy beveszi Novgorodot.

## A jégcsata
Dorpattól (ma: Tartu Észtországban) keletre a befagyott Csúd-tó vagy más néven Peipus tavon (észtül Peipsi järv) állta útját az ellenségnek Sándor 5-6000 fős seregével. A sereg magvát Sándor 1000 fős elit testőrsége alkotta. Az oroszok többi része a 2000 fős novgorodi milíciából, a Vlagyimirből jövő 600 íjászból, 1400 finn, vepsze és karél harcosból valamint ismeretlen számú mongol zsoldosból állt. A lovagrend serege úgy 2600 embert számlált: 100 teuton lovag, 800 német nemzetiségű kardtestvér és dán lovag, 300 dán gyalogos, 400 német gyalogos és egy 1000 főnyi észt segédcsapat, akik a dorpati püspökség erőit alkották.
A német roham a novgorodi milícia sorait érte első vonalban, amit sikerült áttörni. A második vonalban viszont Sándor nagyfejedelem – aki jól ismerte az ellenség harcmodorát – parancsára a következő sorok szétnyíltak: az oroszok a maguk közé engedett ellenség mögött bezárták a réseket, ekképp az ék nem bírt kibontakozni. Az orosz bal- és jobbszárny a középhadba mélyen behatoló lovagokat gyűrűbe zárta, addig a mögöttük támadó gyalogosok a gyűrűn kívül rekedtek, s nem tudták a nagy túlerőben levő oroszok sorait áttörni. A lovagokat horgas kampókkal leszedték lovaikról, voltak akiket megöltek, mások feltápászkodtak, de kénytelenek voltak gyalog harcolni. Ennek ellenére a harc még nagyon egyenlőtlen volt, mert az oroszoknak aránylag nagyszámú, de gyengén felszerelt katonájuk volt. A bekerítésben küzdő német és dán lovagok teljes felszerelésben álltak és tapasztalt katonák voltak, ezért sokáig küzdöttek az oroszokkal, de végül kimerültek.
Az általános vélekedés ugyan még ma is az, hogy a tó jege beszakadt volna a lovagok alatt: folytonos mozgás miatt ugyanis latyakosra taposták a tó jegének felszínét és a paták, valamint csizmák dobogása következtében az repedni kezdett. A vízbe több lovag is belefulladt. A korabeli forrásokat vizsgálva azonban nem tartják valószínűnek ma a történészek, hogy a tó jege beszakadt volna. Ez a momentum sokkal későbbi forrásokban bukkan fel.
A kereszteseket végül felmorzsolta az oroszok túlereje. A csatában a rend száz tagja esett el, további háromszáz halt meg a bosszúállás során, ötvenen pedig fogságba kerültek. A legnagyobb veszteséget talán a német hűbéres dorpati püspök, Hermann von Buxhoevden erői szenvedték el. A keresztesek gyalogsága még viszonylag nagy arányban el tudott menekülni a csatából, mivel jobbára a gyűrűn kívül harcolt.
Messzire hallatszott a töredező kopják recsegése, kardok csattogása. A jég betört a küzdők alatt, és nem lehetett látni a jeget, mert vastagon borította a vér. Én mindezt egy szemtanú szájából hallottam, aki ekkor ott tartózkodott.

## A csata következménye
Ez a vereség meghiúsította a Német Lovagrend expanziós kísérletét Novgorod irányába. A német lovagrend országát 1241 és 1242 során több tatár támadás is érte, s az oroszföldi vesztés hatására tört ki a még pogány poroszok felkelése a rajtuk uralkodó keresztes lovagok ellen, amit csak 1253-ra sikerült leverni. 1244-ben a szentföldi keresztesek megsemmisítésével végződött gázai csatában a lovagrendnek vagy 400 embere esett el. A borzasztó veszteségek a rend fennmaradását veszélyeztették, melyekből csak külső segítséggel bírt kilábalni.
De a dánok és a kardlovagok még több mint két évtizedig nem tettek le orosz területek meghódításáról. 1268-ban történt vereségük során hagytak fel tervükkel.

## A csata emléke
A győzelem az orosz hazafiasság jelképe lett azóta.
A csatáról Eisenstein készített (propagandaelemeket is tartalmazó) nagyszabású romantikus filmet A jégmezők lovagja címen. A film zenéjét a nem kevésbé jelentős orosz zeneszerző, Szergej Prokofjev szerezte.
A filmben ez eredeti történelmi tények kissé eltúlzottak, főleg az oroszok mentalitása kapcsán, amelyben Nyevszkijt bölcs és igazságos, hazaszerető uralkodónak tünteti fel, aki meg akarja szabadítani hazáját a tatár igától, pedig a valóságban többször együttműködött a mongolokkal, ellenben tény, hogy az esetek többségében a honfitársai számára harcolt ki engedményeket.
Eisenstein filmjében is meghatározó mozzanat a jég beszakadása, ami a lovagok vesztét okozza. Valószínűleg a film is hozzájárult ezen tévhit elterjedéséhez.
A lovagrend tagjait és a dorpati püspököt féktelenül gonosz, félelmetes egyéneknek mutatja, akik kegyetlenül bánnak el az oroszokkal, s Róma nevében nem tűrnek semmilyen ellenállást. A németekben és a Róma nevében járó püspökben nem nehéz felismerni a fasiszta Német- és Olaszországot.
Vaszilij Grigorjevics Jan az utolsó, A jégmezők lovagja című regényét szintén a csata története alapján írta.
A csata fontos szerepet játszik Az előőrs című orosz–japán–kanadai animációs filmben, ahol a halott lovagok visszatérnek, hogy a náci Németországot támogassák a második világháborúban.